# Kings Park (Perth)

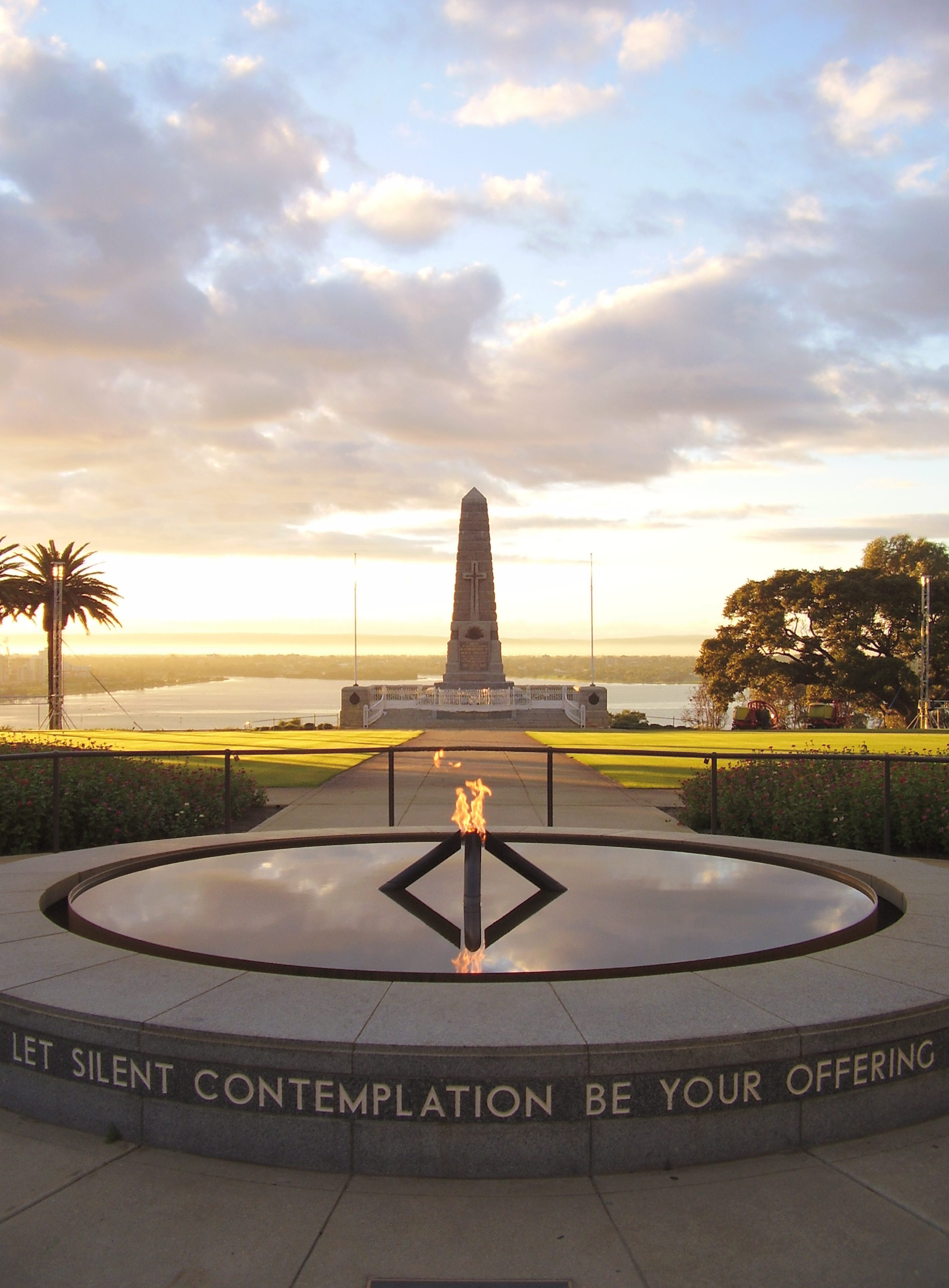
Il memoriale ai caduti della seconda guerra mondiale nel parco

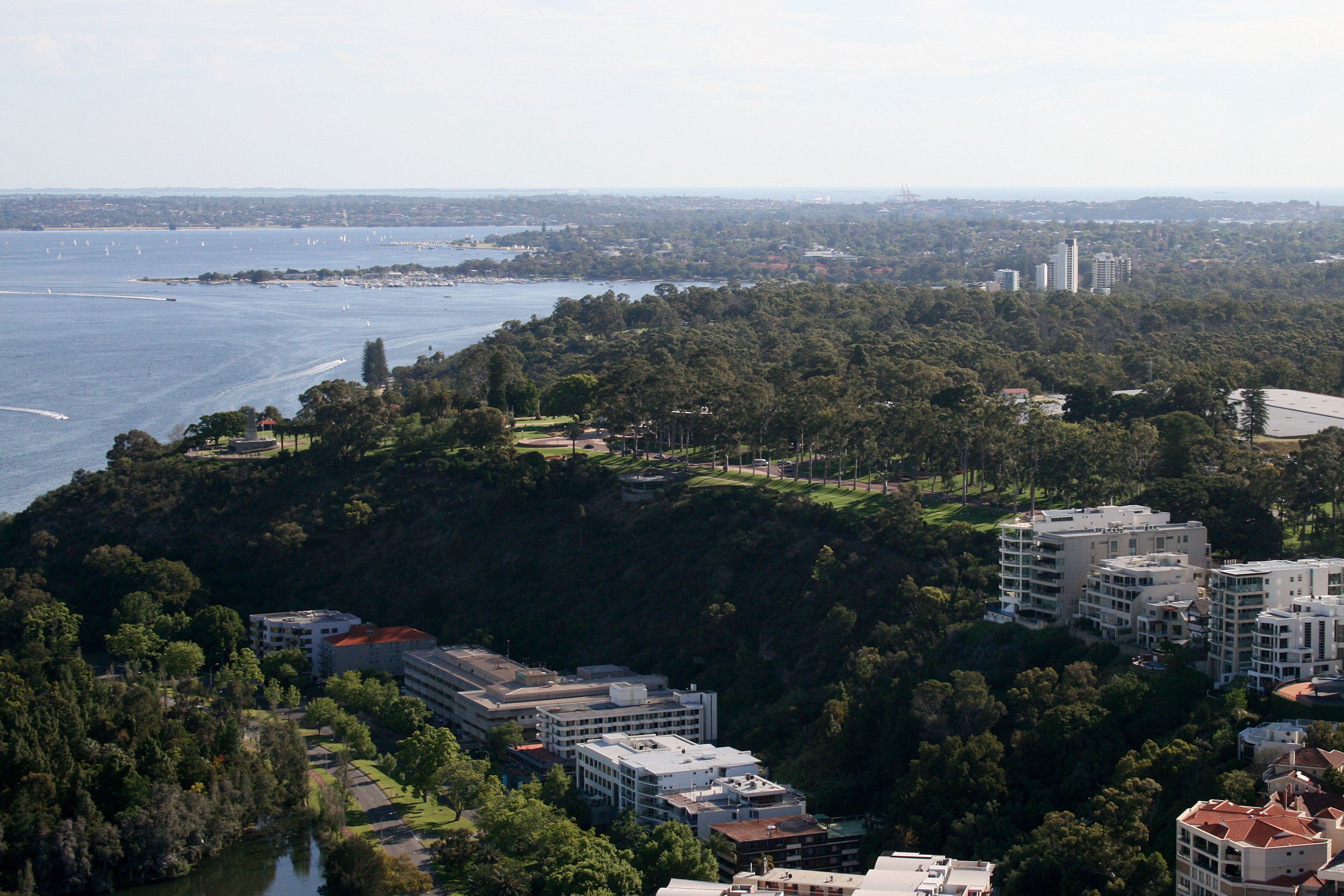
Il parco visto dal palazzo QV.1

Panorama della città

Kings Park (in italiano: Parco dei re) è un parco di 4,06 chilometri quadrati situato nel lato occidentale del Distretto affaristico di Perth, in Australia Occidentale.
Il Parco è un misto di giardini botanici, di aree erbose e di boscaglia sul Monte Eliza con i due terzi dei terreni conservati come boscaglia nativa. Dal parco ci sono viste panoramiche del fiume Swan e sul Darling Range, è anche sede di oltre 324 varietà di piante autoctone, 215 specie di funghi indigeni e 80 specie d'uccelli.
Si affaccia sulla città e su Perth Water e Melville Water sezioni del fiume Swan.

## Memoriali
- Memoriale di guerra
- Honour Avenues
- Fraser Avenue
- Memoriale di Bali
- Edith Cowan Clock

## Giardino botanico
Nel giardino botanico ci sono le seguenti attrattive:
- Conservation Garden
- L'albero Gija Jumulu Boab
- Il Memoriale della fontana della donna pioniere e il giardino d'acqua
- Il memoriale del centenario del suffragio delle donne dell'Australia Occidentale
- La passeggiata della Lotterywest Federation